# 虫明焼

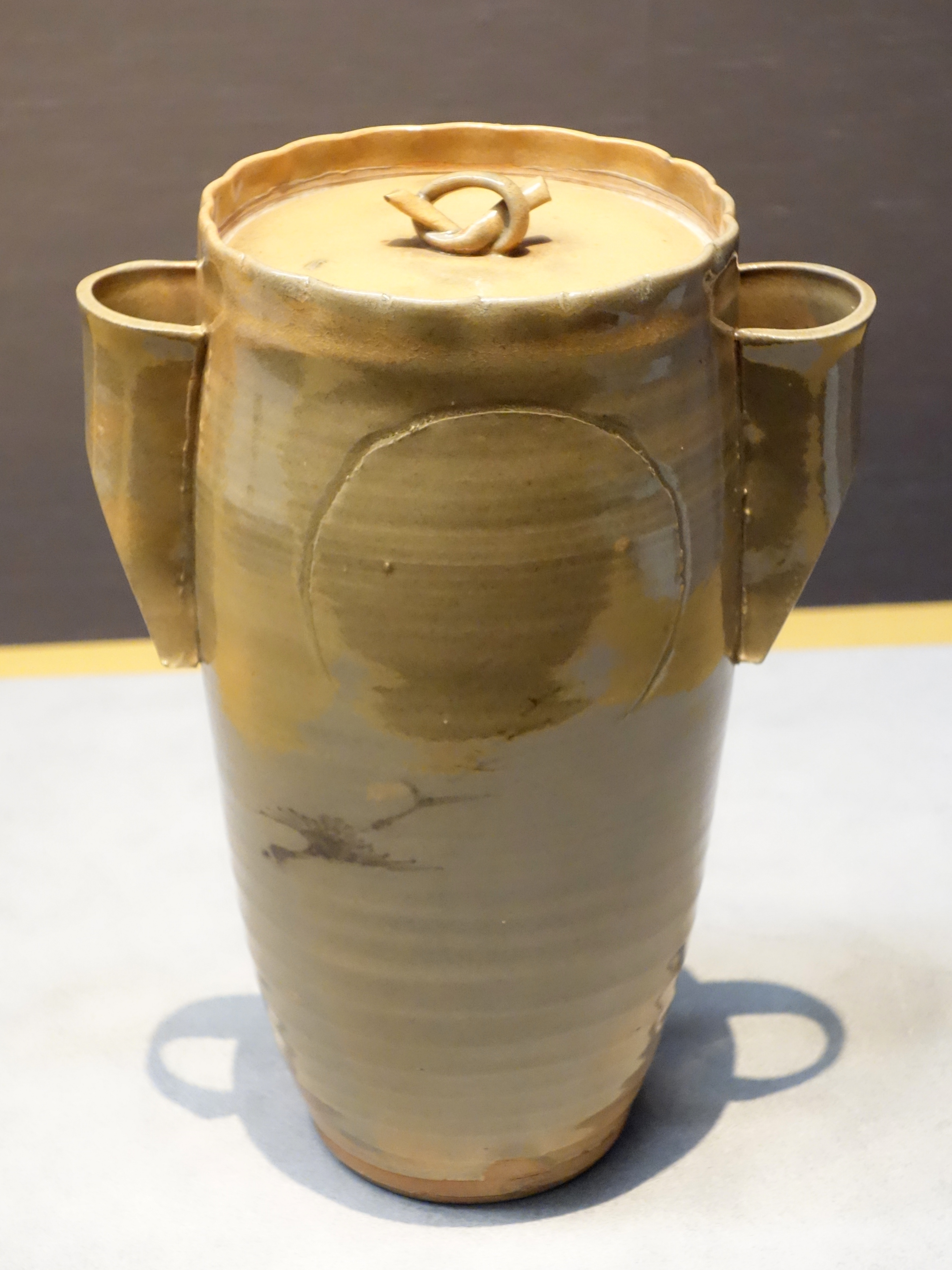
銹絵月雁図水指 東京国立博物館蔵

虫明焼（むしあけやき）は、岡山県瀬戸内市（旧邑久町）虫明にて焼かれている陶器。

## 概要
虫明焼の始まりは諸説あるが、およそ300年ほど前とされる。虫明焼は、岡山藩筆頭家老の伊木家のお庭焼として生まれたとされるが、伝世品から判断してやや疑わしい。1833年（天保4年）前後、地元の今吉吉蔵という人が播州竜野の陶工を雇って作陶するが、この窯で備前焼の写しも焼いたため、伊部の窯元から藩へ訴えられる。その結果、虫明窯の責任者は処分され、1842年（天保13年）には一時廃窯となる。
1847年（弘化4年）、伊木忠澄（号：三猿斎）がお庭窯を開き、京都の清風与平・楽長造・宮川香山（号：真葛）といった当時の名工を招聘し、虫明焼の作風が京風の帯びた粟田風な薄作りの作風へと変化した。しかし、幕末動乱期の混乱に伴って忠澄から森角太郎に立場窯が譲られ、民窯として再出発するも経営難となり、虫明焼は途絶える。その後、森香洲によってその復興が画策されるも、窯の再興には至らなかった。
1930年（昭和5年）、香洲の弟子の2代横山香宝が虫明の瀬溝に築窯し、清風や香山を写した優雅な作品を焼いた。1932年（昭和7年）、廃窯中の虫明焼を復興するため有志が相談し、英田郡出身の陶工岡本英山を招く。英山の作品はほとんどが茶碗、水指などの茶陶で、繊細さ、優美さを売りにしていた従来の虫明焼に素朴さ、力強さを持ち込んだ。
1988年（昭和63年）には県指定の伝統的工芸品に指定されている。

## 特徴
天然松灰を主原料に自家精製した透明の灰釉を用い、その色調は施釉の濃淡や松木の焚き方によって灰釉のおとなしい青色、赤色、黄色などに変化する。造りは薄作りで淡性な粟田風のひなびた風情がある。

## 主な作家
- 黒井一楽（1914-1996）岡山県重要無形文化財保持者
- 黒井千左（1945-）岡山県重要無形文化財保持者、瀬戸内市重要無形文化財保持者、日本工芸会正会員、日本工芸会中国支部幹事
- 黒井慶雲（1940‐)
- 黒井博史（1974-）日本工芸会正会員

## 文化財
岡山県指定重要無形文化財
- 黒井千左  虫明焼製作技術（2011年3月4日指定）[3]

## 近年開催された虫明焼の展覧会
- 没後100年－宮川香山展　虫明焼と明治の陶芸（2016年、岡山県立美術館）
- 特別展「むしあげー岡山に花開いた京の焼物ー」（2018年、岡山県立博物館、京都茶道資料館）
- 特別陳列「虫明焼」（2019年、岡山県立博物館）